# Princivalleit
Das Mineral Princivalleit ist ein sehr seltenes Ringsilikat aus der Turmalingruppe mit der idealisierten chemischen Zusammensetzung Na(Mn2+2Al)Al6(Si6O18)(BO3)3(OH)3O.
Anhand äußerer Kennzeichen ist Princivalleit nicht von anderen, ähnlich gefärbten Turmalinen wie Elbait und Celleriit zu unterscheiden. Sie kristallisieren mit trigonaler Symmetrie und bilden blaue, prismatische Kristalle von einigen Millimetern bis Zentimetern Größe. Im Dünnschliff sind sie transparent ohne sichtbaren Pleochroismus. Wie alle Minerale der Turmalingruppe sind sie pyroelektrisch und piezoelektrisch.
Princivalleit bildet sich in granitischen Elbait-Pegmatiten und ist bislang (2022) nur an wenigen Fundorten weltweit nachgewiesen worden. Die Typlokalität ist ein kleiner Pegmatitgang in einem Flasergneis beim Dorf Curiglia im Val Veddasca in der Provinz Varese, Lombardei, Italien.

## Etymologie und Geschichte
Rund 3 Gew-% Braunstein (MnO) wurden bereits 1798 von Wondraschek in einem rötlichen Turmalin aus Mären nachgewiesen. In Pegmatiten auf Madagaskar beschrieben Louis Duparc, Max Wunder und René Sabot 1910 gelbe Turmaline (französisch tourmaline jaune) mit rund 5 Gew-% MnO.
Analog zu den Eisenturmalinen gaben Hawthorne und Henry in ihrer Klassifikation der Turmaline von 1999  vier hypothetische Endglieder für die Manganturmaline an:
- Mn-Dravit (Tsilaisit): NaMn3Al6Si6(OH)3(OH)
- Oxy-Mn-Dravit: NaMn2AlAl6Si6(OH)3O
- Mn-Foitit (Celleriit): ◻Mn2AlAl6Si6(OH)3(OH)
- Oxy-Mn-Foitit: ◻MnAl2Al6Si6(OH)3O

Diese sehr seltenen gelben Turmaline, meist Elbaite, sind begehrte Schmucksteine und wurden nur in wenigen weiteren Pegmatiten weltweit gefunden. Eine Übersicht geben William B. Simmons und Mitarbeiter 2011. Sie dokumentieren MnO-Gehalte zwischen 3,2 und 8,90 Gew-% (0,44–1,25 apfu), wobei die größten Mangangehalte in Turmalinen aus Madagaskar und von der Insel Elba (Grotta dʼOggi, San Piero in Campo) gefunden wurden.
Die manganreichen Turmaline aus dem Val Veddasca wurden bereits im Jahr 2003 von Federico Pezzotta gesammelt. Erst 17 Jahre später wurden sie eingehend untersucht und als Oxy-Mn-Dravit charakterisiert. Benannt wurde dieser neue Turmalin nach dem Professor der Mineralogie an der Universität Triest Francesco Princivalle.
In den aplitischen Gängen des Pegmantits vom Grotta dʼOggi wurde der Mn-Dravit Tsilaisit (2011) und dessen Fluor-Äquivalent Fluor-Tsilaisit (2012) beschrieben. Im Rosina Pegmatit, ebenfalls bei San Piero in Campo auf Elba, konnte 2019 der Mn-Foitit Celleriit nachgewiesen werden.

## Klassifikation
In der strukturellen Klassifikation der International Mineralogical Association (IMA) ist Princivalleit noch nicht aufgeführt. Er würde zusammen mit Oxy-Schörl, Oxy-Dravit, Maruyamait, Povondrait, Bosiit, Chromo-Alumino-Povondrait, Oxy-Chrom-Dravit, Oxy-Vanadium-Dravit, Vanadio-Oxy-Chrom-Dravit und Vanadio-Oxy-Dravit zur Untergruppe 3 der Alkali-Gruppe in der Turmalinobergruppe gezählt werden.
Da Princivalleit erst 2020 als eigenständiges Mineral anerkannt wurde, ist er weder in der seit 1977 veralteten 8. Auflage der Mineralsystematik nach Strunz, noch in der zuletzt 2018 überarbeiteten Lapis-Systematik nach Stefan Weiß, die formal auf der alten Systematik von Karl Hugo Strunz in der 8. Auflage basiert, verzeichnet.
Auch die von der IMA zuletzt 2009 aktualisierte 9. Auflage der Strunz’schen Mineralsystematik führt weder den Princivalleit noch das 1999 eingeführte hypothetische Endglied Oxy-Mn-Dravit auf.
Die vorwiegend im englischen Sprachraum gebräuchliche Systematik der Minerale nach Dana kennt den Princivalleit ebenfalls noch nicht.
Die von der Mineraldatenbank „Mindat.org“ weitergeführte Strunz-Klassifikation in der 9. Auflage (auch Strunz-mindat) ordnet den Princivalleit in die Klasse der „Silikate und Germanate“ und dort in die Abteilung der „Ringsilikate“ (Cyclosilicate), genauer in die Unterabteilung „[Si6O18]12−-Sechser-Einfachringe mit inselartigen, komplexen Anionen“ (englisch [Si6O18]12− 6-membered single rings, with insular complex anions) mit der Systemnummer 9.CK. Eine weitere Einordnung in eine bestimmte Gruppe mit verwandten Mineralen wurde bisher nicht vorgenommen (Stand 2024; vergleiche dazu auch gleichnamige Unterabteilung in der Klassifikation nach Strunz (9. Auflage)).

## Chemismus
Princivalleit ist das Mangan-Analog von Oxy-Dravit bzw. das Oxy-Analog von Tsilaisit und hat die idealisierte Zusammensetzung [X]Na[Y](Mn2+2Al)[Z]Al6([T]Si6O18)(BO3)3[V](OH)3[W]O, wobei [X], [Y], [Z], [T], [V] und [W] die Positionen in der Turmalinstruktur sind. Für den Princivalleit aus der Typlokalität (Val Veddasca, Italien) wurde folgende Strukturformel ermittelt:
- [X](Na0,58Ca0,11◻0,35) [Y](Al1,82Mn2+0,84Fe2+0,19Zn2+0,07Li0,08) [Z](Al5,58Fe2+0,13Mg0,02) [T](Si5,60Al0,40)O18(BO3)3[V][(OH)2,71O0,29] [W][O0,66F0,22(OH)0,12]

Princivalleit bildet Mischkristalle mit Darrellhenryit, Oxy-Schörl und Alumino-Oxy-Rossmanit entsprechend der Austauschreaktionen
- 2[Y]Mn2+ = [Y]Li+ + [Y]Al3+ (Darrellhenryit)
- 2[Y]Mn2+ = 2[Y]Fe2+ (Oxy-Schörl)
- [X]Na+ + 2[Y]Mn2+ + [Z]Si4+ = [X]◻ + 2[Y]Al3+ + [Z]Al3+ (Alumino-Oxy-Rossmanit)

## Kristallstruktur
Princivalleit kristallisiert mit trigonaler Symmetrie in der Raumgruppe R3m (Raumgruppen-Nr. 160) mit 3 Formeleinheiten pro Elementarzelle. Die Gitterparameter des natürlichen Mischkristalls aus der Typlokalität sind: a = 15,9155(2) Å, c = 7,1166(1) Å.
Die Kristallstruktur ist die von Turmalin. Die von 9 bis 10 Sauerstoffen umgebene X-Position ist mit Natrium (Na+) besetzt, die oktaedrisch koordinierte [Y]-Position ist gemischt besetzt mit zwei Mangan (Mn2+) und ein Aluminiumion (Al3+) und die kleinere, ebenfalls oktaedrisch koordinierte [Z]-Position enthält vorwiegend (Al3+). Silizium (Si4+) besetzt die tetraedrisch koordinierte [T]-Position zusammen mit etwas Aluminium und die [W]-Anionenposition enthält vorwiegend O2−.

## Bildung und Fundorte
Die Typlokalität ist ein kleiner pegmatitischer Gang, der den Flasergneis beim Dorf Curiglia im Val Veddasca in der Provinz Varese, Lombardei in Italien durchzieht. Im zentralen Bereich dieses Gangs tritt blauer Princivalleit und Oxy-Schörl zusammen mit Muskowit, Albit, Quarz und Kalifeldspat auf. In geringen Mengen finden sich noch Pyrit und violetter Cordierit.
Im Pikárec Pegmatit, einem granitischen Elbait-Pegmatit bei Pikárec in der Okres Žďár nad Sázavou, Kraj Vysočina, Tschechien, tritt Princivalleit und Celleriit in 2–5 mm breiten Zonen in grünen bis braungrünen, manganreichen Elbait auf. Der Randbereich der Kristalle besteht aus blass rosa Fluor-Elbait und die Zusammensetzung der dunklen, blauen bis violetten Kristallenden variiert zwischen Oxy-Schörl und Foitit. Diese komplex zonierten Kristalle treten zusammen mit Albit (Varietät Cleavelandit), Quarz und Kalifeldspat auf.